# Bironico
Bironico est une localité et une ancienne commune suisse du canton du Tessin, située dans la commune de Monteceneri.

## Histoire
Le 12 mai 1799, une escarmouche a lieu, à Bironico, entre les Français et les Autrichiens. Les premiers sont battus et s'enfuient vers Bellinzone.
Le 25 novembre 2007, les électeurs ont approuvé la fusion des sept municipalités du Val Vedeggio : Bironico, Camignolo, Isone, Medeglia, Mezzovico-Vira, Rivera et Sigirino doivent donc former la commune de Monteceneri. Isone et Mezzovico-Vira se sont prononcées contre la fusion. Par la suite, le Conseil des États a refusé au Grand Conseil le droit d'imposer une fusion forcée des deux communautés. Mezzovico-Vira et Isone conservent donc leur autonomie.

### Armoiries
Sur  le blason sont représentés le château, l'épée, le manteau et la croix. Le château ressemble à celui érigé en 1418 par le comte Giovanni Giacomo Rusca et détruit par les Suisses en 1518. La croix archiépiscopale est celle du cardinal Agostino Oreggia, de Bironico, archevêque de Benevent, de 1633 à 1635. L'épée et le manteau rappellent Saint Martin, patron de l'église du même nom.

## Géographie

Photo aérienne (1964).

Bironico est située à 15 km au nord du siège du district, Lugano. La municipalité jouxte Camignolo au sud, Medeglia au nord et à Rivera à l'ouest. Les villes de Bellinzone et Locarno sont distantes respectivement de 18 km et 25 km.
Le territoire comprend le hameau de Rosario.

## Transports
Bironico est desservie par le TILO (RER tessinois), ligne S1. Le village partage une gare commune avec Rivera. On y accède également par l'autoroute A2 Lugano-Bellinzone, sortie « Rivera ».

## Démographie
La langue officielle de la commune est l'italien.
| 2001 | 2002 | 2005 | 2007 | 2008 |
| ---- | ---- | ---- | ---- | ---- |
| 557  | 550  | 614  | 617  | 629  |

## Administration
| Période      | Période | Identité      | Étiquette | Qualité |
| ------------ | ------- | ------------- | --------- | ------- |
|              |         |               |           |         |
| 4 avril 2004 | -       | Luca Cattaneo |           |         |

L'indicatif téléphonique est 091. La commune est membre d'« Alliance dans les Alpes », le réseau de communes qui s'engage dans la mise en œuvre au quotidien de la convention alpine.

### Bourgeoisie
La bourgeoisie regroupe toutes les familles originaires du lieu et gère les actifs indivis de la communauté, comme les pâturages, les montagnes et les alpages. Au XXe siècle, les enfants d'une bourgeoise mariée à un non-bourgeois, ainsi que cette dernière, peuvent en faire partie.
La bourgeoisie des communiers réélue le 26 avril 2009 est composée de Nicola Lines (président), Roberto Zucchetti, Luigi Pontinelli, Michele Berti et Constantine Cattani.

## Monuments
L'église prévôtale de Saint Jean l'évangéliste et Saint Martin de Tours' est le principal édifice religieux. C'est une solide construction de style roman, déjà mentionnée dans un inventaire du 7 octobre 1205 et dans un parchemin des archives de la bourgeoisie d'Olivone, daté du 6 février 1268. Elle se sépare de l'église-mère d'Agno dans la seconde moitié du XIVe siècle et est consacrée en 1438.
L'église de Sainte Marie du Rosaire' se trouve au lieu-dit emplacement "Prato Quadro", en situation isolée au-dessus de la plaine. L'oratoire, qui a subi de nombreuses transformations, a été construit pour vénérer une image de la Vierge datant du Moyen Âge tardif. C'était, peut-être, à l'origine, une chapelle votive.
LOratoire de Saint Pierre', dans le hameau de Briccola, est déjà mentionné dans des documents du XIVe siècle. En 1647, Giovan Pietro Laffranchini, alors consul de Bironico depuis 1642, restaure la petite église, peut-être en transformant un bâtiment précédent du XVe siècle. L'église comporte de larges frises en stuc au-dessus de la porte et des deux petites fenêtres, avec les armes de Laffranchini. Sur le portique du porche plus récent, il y a une fresque  de l'Annonciation avec Saint Pierre, du XVIIIe siècle. L'autel comporte un retable du XVIIe siècle avec la Vierge à l'Enfant et les Saints Pierre et Paul ; en bas, à gauche, se trouve un portrait à mi-buste en costume de l'époque, probablement le donateur G. P. Laffranchini.
Sur la hauteur dominant la « Cruseta », sur le versant de la montagne à l'Est du village, on trouve les ruines du château de Sainte Sophie. Construit par les Lombards, il est agrandi par les comtes Rusca (Ruschonibus), en 1418. Il ne restait alors que des ruines d'une ancienne forteresse, mentionnée par un document de 1205. Le château est détruit par les Suisses en 1518. Dans le périmètre du château, il y avait la petite église du même nom.
Sur la route cantonale, la Maison Manetti (Ancienne Auberge Manetti) est un bâtiment massif, de plan rectangulaire, avec de grands toits en dalles, datant peut-être du XVIIe siècle. On en connaît l'existence depuis 1600 ; c'était une halte pour les voyageurs et le dernier changement de chevaux de diligence avant le Saint Gotthard. On y administrait la justice. Le bâtiment a été restauré en 1979.

## Économie

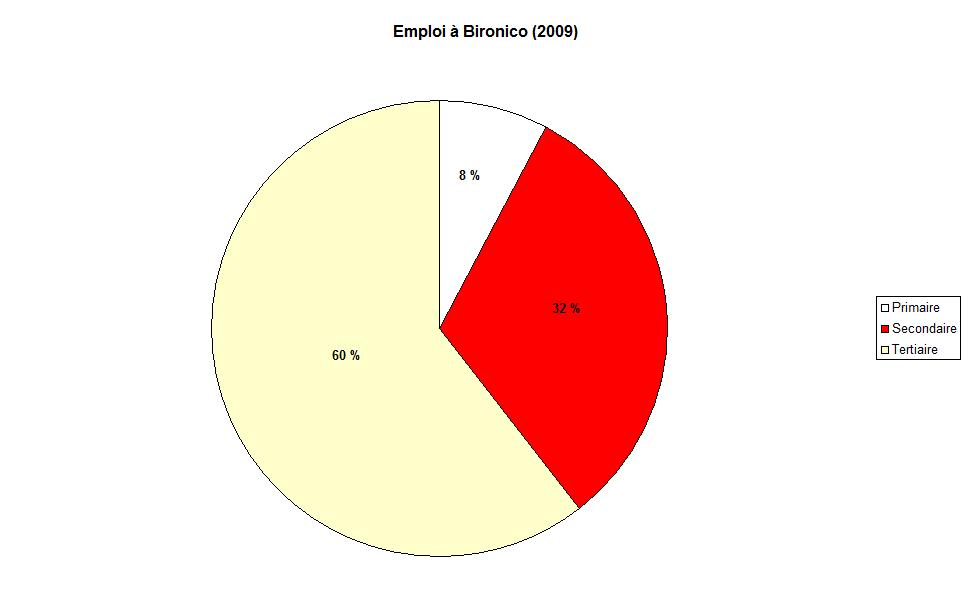
Répartition de l'emploi, par secteur d'activité (2009).

Bironico possède sept exploitations agricoles. Il y a 190 emplois dans la commune.
Bironico compte quatre hôtels : la Villa Margherita (****), l'Hôtel Walser (***), l'Hôtel Edelweiss et l'Ostello Giovannibosco. On y trouve aussi deux stations-service : Shell et Tamoil.

## Personnalités liées à la commune
- Rocco Cattaneo (1958-) : cycliste suisse devenu président de l'Union européenne de cyclisme en 2017.